# Eupithecia burmata
Eupithecia burmata es una especie de polilla de la familia Geometridae. La especie fue descrita por primera vez por Mironov y Galsworthy, habiendo sido descrita en 2007, con distribución en Birmania. Es una polilla de color marrón pálido con una envergadura es de unos 24 milímetros (0,9 plg). Sus alas tienen líneas transversales en patrón de zigzag que cruzan el punto discal.